# سید حسن مرتضوی (نظامی)
سید حسن مرتضوی (زاده ۱۳۴۴ مشهد) سرتیپ سپاه پاسداران انقلاب اسلامی است، که هم‌اکنون به‌عنوان فرمانده قرارگاه قدس فعالیت می‌کند و ارشد سپاه پاسداران در استان‌های سیستان و بلوچستان و کرمان است.
وی فعالیت نظامی را از سال ۱۳۶۰ در بسیج آغاز کرد، در سال ۱۳۶۲ به عضویت سپاه پاسداران درآمد و در خلال جنگ ایران و عراق از فرمانده گردان‌های لشکر ۵ نصر بود.
مرتضوی از ۱۳۹۱ تا ۱۳۹۴ فرمانده سپاه سلمان سیستان و بلوچستان بود، در فاصله سالهای ۱۳۹۴ تا ۱۳۹۸ به‌عنوان فرمانده سپاه جوادالائمه خراسان شمالی فعالیت می‌کرد، از ۱۳۹۸ تا ۱۴۰۱ فرماندهی قرارگاه ثامن‌الائمه را برعهده داشت و از دی‌ماه ۱۴۰۱ تاکنون نیز فرمانده قرارگاه قدس است. وی در سال ۱۳۹۹ درجه سرتیپی دریافت کرد.